# R→933
『R→933』（アール・きゅうさんさん）は、朝日放送ラジオ（ABCラジオ）が2021年9月28日未明（27日深夜）から毎週火 - 日曜日の未明（月 - 土曜日の深夜）に放送中の音楽番組である。
キャッチフレーズは「昨日から今日、今日から明日へのクロスロード」。番組タイトルの『933』は、FM補完放送 (ワイドFM)における朝日放送ラジオの周波数（93.3MHz）にちなんでいる。
このページでは2022年3月28日から2025年3月24日まで放送していた、毎週月曜日の20時台に放送中の姉妹番組『R→933 LP.』（アール・きゅうさんさん エルピー.）についても述べる。

## 概要
2021年9月26日の未明まで毎週火 - 土曜日の未明（月 - 金曜日の深夜）に編成されていた『with you』の後継番組として放送を開始。朝日放送ラジオが『もうすぐ夜明けABC』（『with you』の2代前の番組）時代の2017年10月1日から中断していた日曜未明（土曜深夜）での放送も、当番組の開始を機に復活。メンテナンスタイムにあたる月曜早朝（日曜深夜）以外は連日放送されている。ただし、朝日放送（ラジオ）が『with you』を終了させるまで延べ38年間にわたって自社制作で編成していた深夜帯での生放送番組と違って、「パーソナリティ」に相当する人物は出演しない。実際には事前に収録されたアナウンス音源をオープニング・各時間帯の冒頭・エンディング（4時15分前）に挿入するだけで、他の時間帯には、楽曲紹介のアナウンスすら入れない「ノンDJ・ノントークスタイル」で楽曲の放送に特化している（詳細後述）。

### 放送を開始するまでの経緯
1966年に『ABCヤングリクエスト』を開始した後、それを最終番組として終夜放送を行っていなかったABCラジオだが、ラジオ大阪が1966年に『オーサカ・オールナイト 夜明けまでご一緒に』を放送開始、1974年にはMBSラジオが『いすゞ歌うヘッドライト〜コックピットのあなたへ〜』のネット受けと終夜放送を開始。そんな中でABCラジオも1983年に『3時です もうすぐ夜明けABC』（3:00 - 5:00）を開始させ、終夜放送をスタートさせた。
1990年9月までは原則月曜早朝（日曜深夜）以外の毎日放送していたが、この改編で日曜日（土曜深夜）の放送が廃止された。
『もうすぐ夜明けABC』は1998年に2時スタートの3時間番組になった。翌年以降は早朝時間帯の起点時間変更により、4時台中盤までに放送を終えるように変わっていく。
2008年、新たな深夜番組として『ABC発午前1時』を開始。ただし、出演パーソナリティは『もうすぐ夜明け』と共通であったことから、実質1:00 - 4:15に3時間15分を午前3時を境にした2部構成（コンプレックス、という）として放送していく。しかし、『ABC発午前1時』は諸般の事情で2009年6月に打ち切られ、翌月から『JUNK』のネットを開始。『もうすぐ夜明け』は再び3時開始に復す。
2013年6月末で『よしもと下克上』のネットを終了させたことで、7月より日曜日（土曜深夜）の放送を12年9か月ぶりに再開した。
2014年3月31日、午前1時スタートの『夜は、おととも。』を開始。再び2部構成の自社ワイドを再開させた。2017年9月をもって日曜日（土曜深夜）の放送（日曜は『もうすぐ夜明け』のみ放送していた）を再び廃止。その後12月をもって『夜は、おととも』と『もうすぐ夜明け』がそろって終了することとなった。
2018年1月より両番組を統合、コンプレックスという形を解消した『with you』を開始。女性パーソナリティのトークとリクエストを主軸とした生放送番組の系譜を受け継いで放送された。

### 放送開始後の動き
朝日放送ラジオでは、（朝日放送時代からの通算で）開局70周年を迎えた2021年の10月改編で、平日の深夜帯に放送される自社制作番組を大幅に刷新。1－4時台のディスクジョッキー（パーソナリティー）が担当してきた番組を終了させる代わりとして当番組を開始する一方で、『ABCミュージックパラダイス』（朝日放送→朝日放送テレビのアナウンサーなどが日替わりでパーソナリティを務める生放送番組で通称『ミューパラ』）を12年3ヶ月振りに復活させた。『ミューパラ』から当番組までの時間帯でも、番組の入れ替えや、既存番組の放送時間繰り下げ・時間帯の移動・放送枠の拡大などが相次いでいる。

2022年の4月改編（3月28日）からは、『R→933 LP.』という姉妹番組を、基本として毎週月曜日の20:00 - 21:00に生放送。「『リスナー』と『パーソナリティ』が繋がるラジオ」というコンセプトの下で、朝日放送テレビアナウンサーの澤田有也佳が「パーソナリティ」を務めるほか、「リスナー」からの楽曲リクエストを受け付ける。朝日放送ラジオが自社制作番組を月曜日の20時台にレギュラーで編成することは、『Monday! SPORTS - JAM』（生放送のスポーツ情報番組）を2021年9月20日で終了して以来半年振りである。その一方で、『R→933』については、月曜未明（火曜深夜）・水曜未明（火曜深夜）の放送開始時間を1:30から2:00に繰り下げている。
なお、『R→933 LP.』の放送開始を機に、朝日放送ラジオの公式サイト内に番組公式のホームページ、twitter上に公式アカウントを開設。いずれも『R→933』と共用していて、ホームページでは（開設前の『R→933』を含めて）過去に放送した曲目のリストも掲載されている。
『R→933 LP.』については、2022年度のナイターオフ編成（2022年9月26日）から、放送時間を20:00 - 20:45に固定。翌週（10月3日）から2023年9月18日までは、平野康太郎（朝日放送テレビアナウンサー）が先輩の澤田からパーソナリティを引き継いでいた。パーソナリティの交代は、澤田が2021年頃から顎口腔ジストニアの投薬治療を受けていることに伴う措置で、2022年に同局へ入社した平野が朝日放送ラジオ制作の番組をレギュラーで担当することは初めてである。2023年10月2日からは、『Monday! SPORTS - JAM』のナビゲーターを2020年に務めていた小西陸斗（朝日放送テレビアナウンサー）がパーソナリティを担当。
2025年3月24日の放送をもって終了となったが、リニューアル・後継番組として翌月の2025年4月6日（5日深夜）からの毎週日曜（土曜深夜）1:00 - 2:00にて『小西陸斗　#よどオシ!』が放送される。

## 放送時間と内容

### 『R→933』放送時間
- 毎週火曜日
  - 1:30 - 4:15（2021年9月28日 - 2022年4月12日・2022年7月5日 - 2023年3月28日）
  - 2:00 - 4:15（2022年4月19日 - 2022年6月28日・2023年4月4日 -2024年3月）
    - 2022年4月 - 6月は自社制作番組『つまずく夜は―あとがき 野村尚平』[注 2]の放送[3]に伴い、2023年4月からは『アインシュタイン灰春ナイト』の開始[4]に伴って、当番組の放送開始時間を30分繰り下げ・放送枠を短縮。

  - 2:00 - 4:30（2024年4月 - 2024年9月24日）[注 3]
  - 2:00 - 4:20（2024年10月1日 -  2025年3月25日）[注 4]
  - 3:00 - 4:20（2025年4月1日 -  ）[注 5]
- 毎週水曜日　
  - 1:30 - 4:15（2021年9月29日 - 2022年3月30日）
  - 2:00 - 4:15（2022年4月6日  - 2024年3月）
    - 『なにわ男子の初心ラジ!』[注 6]の遅れネットを1:00 - 2:00で実施することに伴って、当番組の放送開始時間を30分繰り下げ・放送枠を短縮。

  - 2:00 - 4:35（2024年4月 - 2024年9月25日）[注 3]
  - 2:00 - 4:20（2024年10月2日 -  2025年3月26日）[注 4]
  - 3:00 - 4:20（2025年4月2日 -  ）[注 5]
- 毎週木曜日
  - 1:30 - 4:15（2021年9月30日 - 2023年3月30日・2023年5月4日 - 7月19日）
  - 2:00 - 4:15（2023年4月6日 - 4月27日・2023年7月26日 - 2024年3月）
    - 2023年4月中は『深夜のスペースノイド〜推しの鼓動は愛〜』を放送したことに伴い、同年7月26日からは『加藤さんと山口くん』[注 7]が放送時間枠の移動に伴って、当番組の放送開始時間を30分繰り下げ・放送枠を短縮。

  - 2:00 - 4:30（2024年4月 - 2024年9月26日）[注 3]
  - 2:00 - 4:20（2024年10月3日 -  2025年3月27日）[注 4]
  - 3:00 - 4:20（2025年4月3日 -  ）[注 5]
- 毎週金曜日
  - 1:30 - 4:15（2021年10月1日 - 2022年9月23日）
  - 2:00 - 4:15（2022年9月30日 - 2024年3月）
    - 自社制作番組『今村翔吾×山崎怜奈の言って聞かせて』の開始[5]に伴って、当番組の放送開始時間を30分繰り下げ・放送枠を短縮。

  - 2:00 - 4:30（2024年4月 - 2024年9月26日）[注 3]
  - 2:00 - 4:20（2024年10月4日 - 2025年3月28日）[注 4]
  - 3:00 - 4:20（2025年4月4日 -  ）[注 5]
- 毎週土曜日
  - 3:00 - 4:15（2021年10月2日 - 2024年12月28日・2025年4月5日 - ）[注 5]
  - 2:00 - 4:15（2025年1月4日 - 2025年3月29日）
    - 2時台に放送していた『真夜中のカルチャーBOY』が、2025年1月からの放送時間が翌日の日曜2時台に移動するため、当番組の放送開始時間を60分繰り上げて2025年3月まで放送していた。
- 毎週日曜日　3:00 - 4:15

内容
前身番組から「音楽番組」という点と「時間帯のジャンル分け」（基本として前半にポップス・後半に歌謡曲に放送する構成）を継承する一方で、「列車による音楽のタイムトラベル」というコンセプトを新たに設定。冒頭、エンディング、番組途中（毎時0分で「◯時になりました」と告知）以外にはナレーション（朝日放送テレビアナウンサーの加藤明子による事前収録のアナウンス音源）を入れず、放送上は楽曲のタイトルやアーティスト名も紹介しない。
実際には、邦楽を中心に洋楽を織り交ぜながら、およそ20分に1回のペースでジングルを挿入するパターンを繰り返している。基本として楽曲をフルコーラスで放送するが、楽曲によっては、放送時間などとの兼ね合いでフェードアウトを施すこともある。その一方で、時間に数秒の余裕があればステーションジングル、数十秒の余裕があればインストゥルメンタル曲を流すことで時間を調整している。
なお、毎時59分頃には、CMや他番組の宣伝CMを放送。異常気象や地震などが発生した場合には、楽曲の放送を中断したうえで、速報ジングルに続いて宿直担当のアナウンサー（火 - 水曜日の早朝には『朝も早よから　芦沢誠です』パーソナリティの芦沢誠・金曜日の早朝には『朝も早よから　柴田博です』パーソナリティの柴田博）が一報を伝える。

### 『R→933 LP.』
放送時間
- 2024年度までの年度上半期＝基本として月曜日の20:00 - 21:00（『ジョッキー・ルーム』の放送期間中は基本として20:00 - 20:30）
  - 日本プロ野球（NPB）のレギュラーシーズンやポストシーズンで、月曜日に組まれているナイトゲーム（阪神タイガースの公式戦など）を『ABCフレッシュアップベースボールスペシャル』として中継する場合には、『Monday! SPORTS - JAM』と同様に休止。当該カードがナイター放送開始前の段階で中止となった場合は、月曜の定時番組の編成に準じる内容に戻るため、この場合は放送。中継カードの中止が中継の開始後に決まった場合や、当該カードの不成立・コールドゲームで中継が20時台の前半までに終了した場合にも、当番組ではなく『ABCフレッシュアップベースボールスペシャル』のスタジオバージョン（スタジオMCの小早川秀樹が単独で進行する生放送）を21:00まで充てる場合がある。
  - 当該時間帯では2010年から、春季・秋季の中央競馬G1レースシーズン限定で『ジョッキー・ルーム』（日本中央競馬会の単独提供による競馬情報番組）を生放送。『Monday! SPORTS - JAM』の放送期間中には、2013年の春季から2021年の春季まで、同番組に1コーナー扱いで内包されていた。『Monday! SPORTS - JAM』の終了後（2021年秋季）には単独番組として20:00 - 20:30に放送されていたが、『R→933 LP.』の開始（2022年春季）以降は20:30 - 21:00（スペシャル版として放送する場合には20:20 - 21:00）に編成。このような事情から、『ジョッキー・ルーム』の放送期間中は『R→933 LP.』の放送を20:30（または20:20）で切り上げていた。
  - 2022年8月8日（全国高等学校野球選手権大会の期間中）には、当番組を休止したうえで、当番組の放送枠を『ラジオパーソナリティー帝王への道!兵動大樹の10番勝負!その8』（兵動とゲストによるトークだけで構成された特別番組シリーズの第8回）の生放送に充てた[6]。
- 2023年度までの年度下半期＝基本として月曜日の20:00 - 20:45（『ジョッキー・ルーム』の放送期間中は20:00 - 20:15）
  - 『スーパーコスモグループpresents　虎たまプレミアム!!』（ナイターオフ期間限定の生放送番組）を20:45 - 21:00にレギュラーで編成する関係で、上半期から放送時間を15分短縮。
  - 中央競馬が秋季開催に入る前の2022年10月10日には、当番組を休止したうえで、当番組の放送枠を『オリックス・バファローズ 今年こそ日本一だスペシャル!』（『Monday! SPORTS - JAM』の流れを汲むオリックスのパシフィック・リーグ2年連続優勝記念特別番組）の生放送に充てた。
  - クライマックスシリーズ・セで、阪神タイガースが進出し、月曜日にナイトゲームが行われる場合は、レギュラーシーズン同様に休止となるが、前日の日曜日までに決着するか、月曜日に行われるにしてもスポーツの日によりデーゲームとなる場合は通常通りに放送される、
  - 「ジョッキー・ルーム」放送日（秋季は秋華賞、菊花賞、天皇賞（秋）、エリザベス女王杯、ジャパンカップ、有馬記念）は、原則20:15までの15分短縮版として放送した。但し有馬記念の週開けである12月19日のみ20時からジョッキー・ルームを放送するため、この日は休止された。
- 2024年10月以降＝基本として月曜日の20:30 - 20:50（『ジョッキー・ルーム』放送時は休止）
  - この改編で開始されるワイド番組『ツギハギ』の放送枠捻出のために、従来の月曜21時台の定時番組を20時台に移行させたため、本番組は20分番組に縮小となる。なお、前述の『虎たまプレミアム!!』は放送時間をそのままに金曜日に枠移動する。

パーソナリティ
いずれも担当期間中は朝日放送テレビの現職アナウンサー
- 澤田有也佳（2022年3月29日 - 9月26日）
  - 『R→933 LP.』の告知を目的に放送されているラジオCMでは、『澤田有也佳のこっそりラジオ』（『R→933 LP.』スタート直前の2022年3月26日まで毎週土曜日の深夜2 - 3時台に編成されていた事前収録の冠番組）でも単独でパーソナリティを務めていたことにちなんで、「これからは（週末の深夜に）『こっそり』じゃなく（週の初めに）『堂々』と（パーソナリティに）チャレンジします!」と宣言した音源が当初使われていた。また、パーソナリティへの起用を機に『R→933』のラジオCMにも出演。
  - 2022年10月から「長期休養」扱いでジストニアの治療に専念しているが、テレビを含めた前月までのレギュラー番組で正式に降板したのは当番組のみで、他の番組（『おはよう朝日です』の平日版や『ミルクボーイの火曜日やないか!』）については（休養終了後の復帰を視野に入れた）「休演」と扱われている[7]。
- 平野康太郎（2022年10月3日 - 2023年9月18日）
  - 2023年から、スポーツアナウンサーとしての活動を開始。関西圏の球場で月曜日に組まれている日本プロ野球パシフィック・リーグのナイトゲームを朝日放送ラジオがビジター地元局への裏送り方式で中継する場合に、ベンチリポーターとして出演する関係で、当番組を事前収録で対応したことがあった（京セラドーム大阪で福岡ソフトバンクホークス対埼玉西武ライオンズのナイトゲームが組まれていた同年7月10日などが該当）
  - 当番組への出演がきっかけで、本名を省略した「平太郎」（ひらたろう）というニックネームが付いた。朝日放送ラジオでは、2023年10月3日から毎週火曜日に『ABCミュージックパラダイス』のパーソナリティを担当。
- 小西陸斗（2023年10月2日 - 2025年3月24日）
  - 澤田・平野がレギュラーで出演している『おはよう朝日です』（朝日放送テレビ）第1部（午前5時台）のMCと兼務。2020年1月から、『おはよう朝日です』のMCへ同年10月に就任するまでは『Monday! SPORTS - JAM』のナビゲーターに名を連ねていた。
  - 2024年1月1日（放送上の日付は2023年12月31日扱い）2:30-4:35には、番組初の年越し特番『R→933 SP.2024　小西陸斗の朝日に向かって』が生放送される[8]
  - 『R→933 LP.』は2025年3月24日で終了となったが、翌4月6日（5日深夜）より毎週日曜（土曜深夜）1:00- 2:00へ枠移動・拡大すると共に番組名を『小西陸斗　#よどオシ!』へ改題・番組リニューアルを行うこととなり、引き続きパーソナリティを担当する[2]。

## 同様の構成を持つ類似番組
- MUSIC PATIO（エフエム北海道）
- NORTH WAVE CALLIN'、TRANSIT NIGHT（FM NORTH WAVE）
- PIECE OF MELODY（エフエムナックファイブ）
- 78 musi-curate、THE SELEC-TONE（ベイエフエム）
- THE GOOD MIXER、InterFM897 Music Mix、GOLDEN MIX（InterFM897）
- Hits 200、GREENROOM SELECTION、Sound Ocean (Fm yokohama 84.7)
- music terminal（FMFUJI）
- MUSIC FLOW（ZIP-FM）
- α-MEZAMMIN’ JAZZなどのNON DJ PROGRAM（α-STATION）
- Mラジ Music Treasures[注 11]、Till Dawn Music[注 12]（MBSラジオ）
- FREE SPIRIT（FM802）
- MIDNIGHT ALLEY、WEEKEND ALLEY[注 13]（FM COCOLO）
- Nocturne[注 14]、SOUND CROSSING（Kiss FM KOBE）
- FM名曲コレクション、FM SELECTION（エフエム福岡）
- The Journey (LOVE FM)
- music forest（cross fm）
- RBCミュージックセレクション[注 15]（RBCiラジオ）
- メロディー・フェア→FMルート58（極東放送→エフエム沖縄）[注 16]